# 刘庄镇 (费县)
刘庄镇是中国山东省临沂市费县下辖的一个镇。

## 行政区划
刘庄镇下辖南新庄村、北新庄村、黑土湖村、毛家河村、窦家村、青山湖村、前接峪村、旺山前村、西墠村、蔡家岭村、后接峪村、寺口村、羊角湾村、许庄村、沂艾庄村、鲁城村、刘庄村、墩西庄村、万家庄村、泉子沟村、甘林村、南泉村、玉泉庄村、石田庄村、东王管疃村、西王管疃村、北王管疃村、太来庄村、汤家屯村、管疃村。